# Emmaillotement

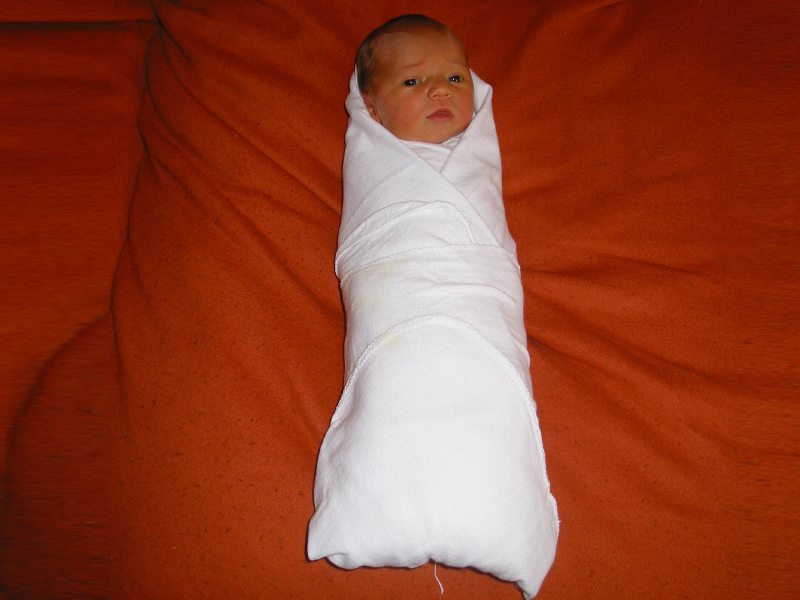
Un bébé emmailloté.

L'emmaillotement, ou emmaillotage, consiste à envelopper un bébé de linge d'une façon qui ne lui laisse pas de liberté de mouvement.
Les langes sont des pièces de tissu traditionnellement utilisées pour emmailloter un bébé.

## Historique

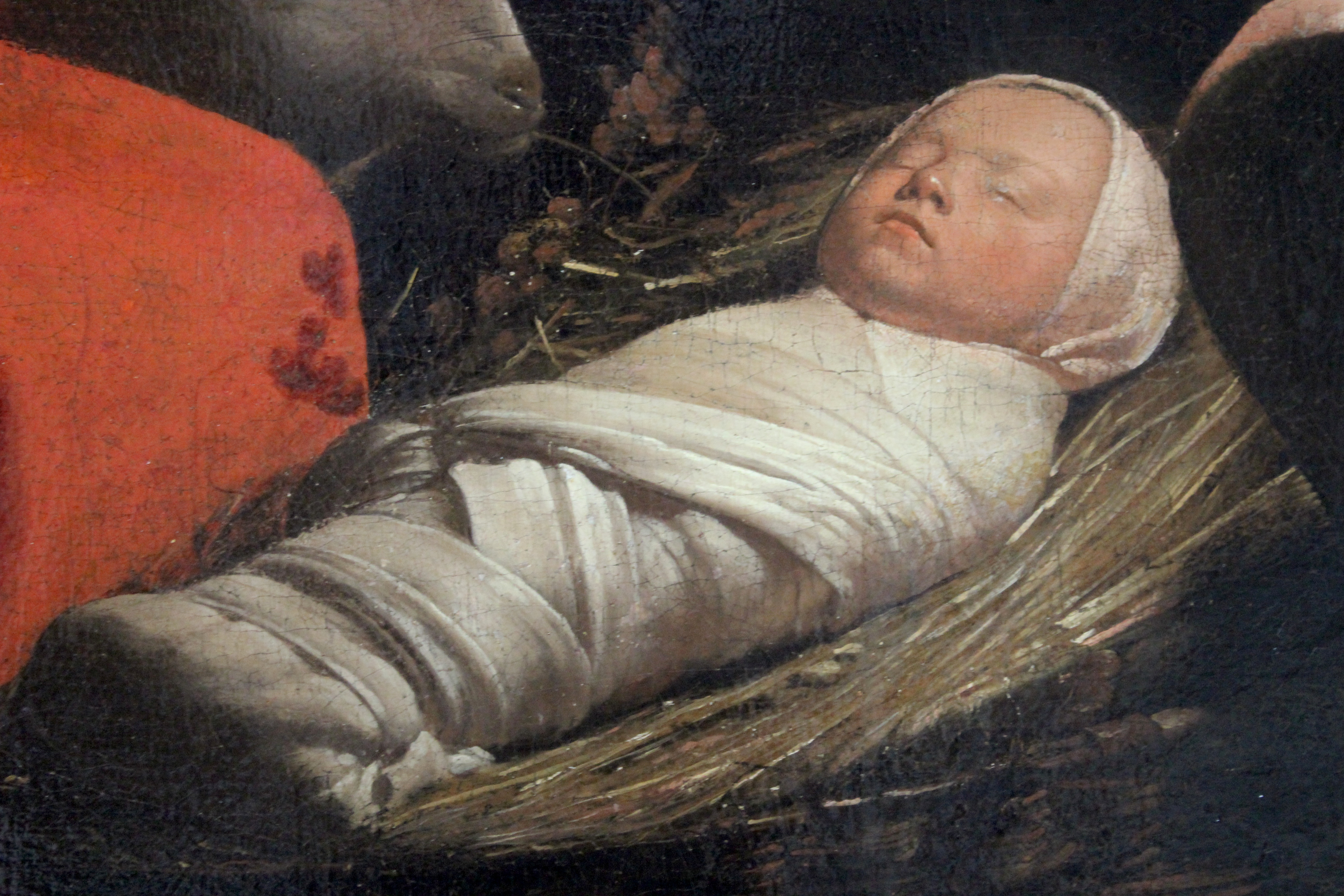
Georges de La Tour, L'Adoration des bergers, vers 1645 (détail).

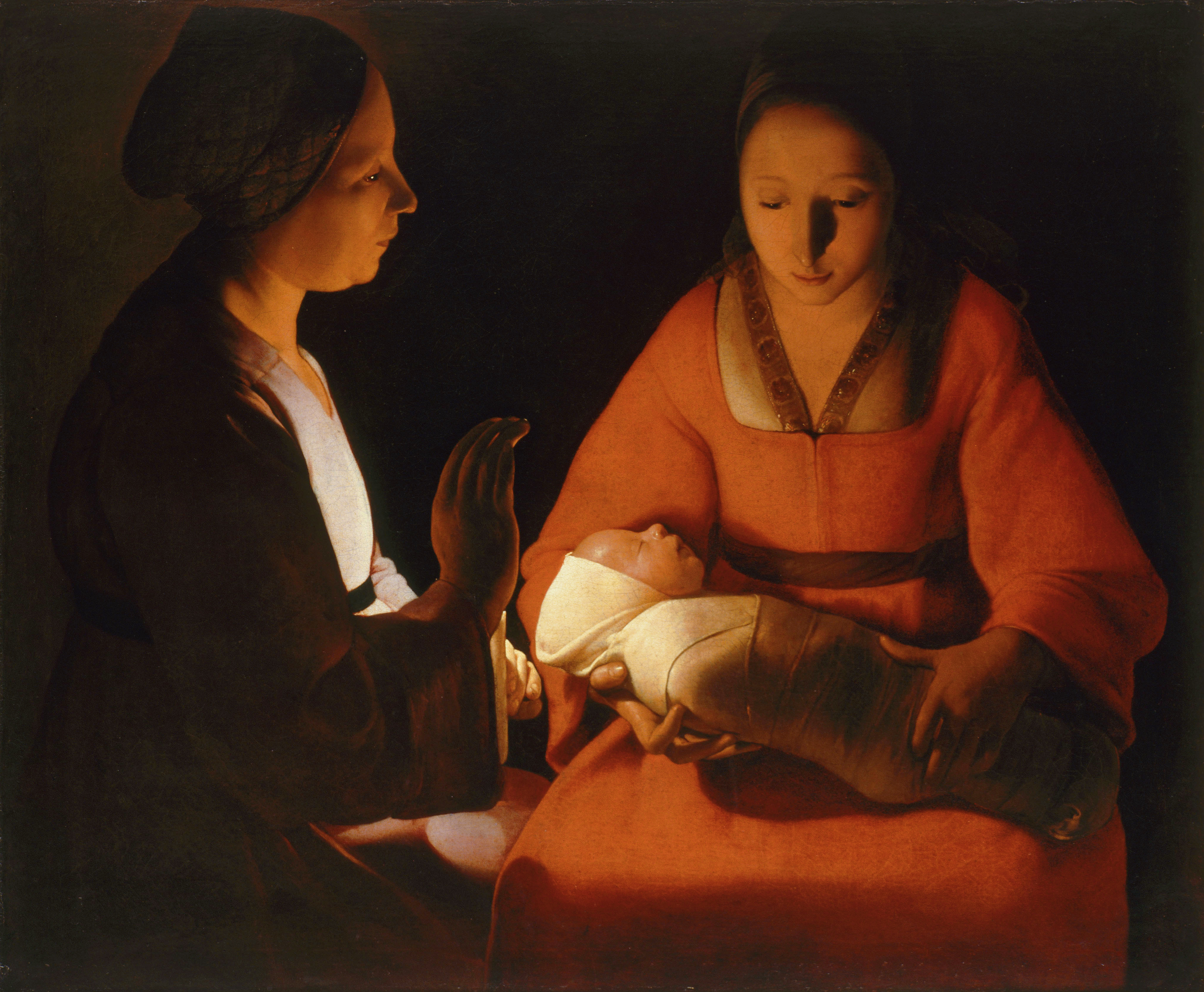
Le Nouveau-né, tableau de Georges de La Tour (vers 1648) montrant l’enfant Jésus emmailloté très serré et portant plusieurs bonnets (l'un d'eux étant un coin du lange posé sur la tête) qui, selon les croyances populaires, servaient à protéger la tête du bébé et particulièrement les fontanelles.

La pratique de l'emmaillotement existe dans de nombreuses cultures autour du monde. Cette immobilisation qui fait ressembler le bébé à une momie, a une fonction pratique (apport de chaleur, de protection, facilitation du portage du bébé ou de sa garde, technique qui a permis à la mère, dans les fermes, de suspendre son bébé à un clou) et symbolique (l'arracher à l'animalité et le tirer vers l'humanité, en le préparant à la station debout),. Parallèlement, pendant des siècles, il a été hors de question « de démailloter fréquemment le bébé pour le changer ou le laver. L'urine est considérée comme un médicament, qu'on utilise d'ailleurs dans de nombreux cas comme les blessures. On se contente donc de faire sécher les couches mouillées avant de les remettre à l'enfant ».
En occident, cette pratique autrefois très populaire a été fortement critiquée à partir du XVIIIe siècle notamment pour ses effets ou risques pour la santé. Alors qu'elle a été de plus en plus combattue, vers la fin du XXe siècle on y revient avec une argumentation plus psychologique : le bébé « a besoin d'être tenu physiquement, cajolé, tranquillisé dans un espace plus restreint qui lui rappelle sans doute sa vie intra-utérine tardive… Certains pédiatres recommandent donc de bien border un nouveau-né qui s'agite dans son lit pour lui recréer l'impression d'un espace clos, rassurant. Pour les mêmes raisons, certains théoriciens américains vont jusqu'à préconiser un retour à l'emmaillotage à l'ancienne, en version plus confortable, bien entendu ».